# Víctor Angles Vargas
Víctor Adrián Angles Vargas (Cusco, 9 de septiembre de 1927-Cusco, 22 de febrero del 2025) fue un abogado e historiador peruano. Es considerado el principal historiador de la historia incaica y colonial de la ciudad del Cusco.

## Biografía
Nació en Cusco el 9 de septiembre de 1927, hijo de Nicolás Angles y Rosa Vargas Corazao. Realizó sus estudios primarios en el colegio Humberto Luna de esa ciudad y sus estudios secundarios en el Colegio Nacional de Ciencias. Siguió estudios superiores en la Universidad Nacional de San Antonio Abad del Cusco de la que se graduó como abogado. Además tiene estudios concluídos de filosofía y el grado de doctor en Historia. Fue profesor principal de la Universidad San Antonio Abad del Cusco.
Entre sus libros destacan las obras "Historia del Cusco (Cusco colonial)" (1978), "Machu Picchu y el camino inca" (1980), "Saqsaywaman" (1986), "Historia del Cusco (Cusco incaico)" (1988), "Sacsayhuaman: Portento arquitectónico" (1990), "El Paititi no existe" (1992), "Pacarectambo y el origen de los Incas" (1995), "La Basílica Catedral del Cusco" (1999), "Pisac y el Valle de los Incas" (2001), "Los dieciocho incas" (2002), "Mis recuerdos a pedazos" (2006), "José Gabriel Túpac Amaru" (2004), "Autopistas a las 34 poblaciones antiguas de Machu Picchu" (2007) y "Misceláneas Históricas del Cusco" (2009). 
Recibió diversos diplomas de reconocimiento, tales como la Medalla de Oro de la ciudad del Cusco (1983), la Medalla de la UNSAAC (1992), la Medalla “personaje de mi ciudad” conferida por el Instituto Nacional de Cultura – Cusco y la Municipalidad del Cusco, (1998) y la condecoración de la Medalla Cien Años de Machupicchu para el Mundo (2011). Es Miembro Emérito de la Academia Mayor de la Lengua Quechua y profesor honorario de la Escuela Superior Autónoma de Bellas Artes “Diego Quispe Tito” (1992).
Falleció en Cusco el 22 de febrero del 2025 a los 97 años de edad.